# Kristin Håkonsdatter

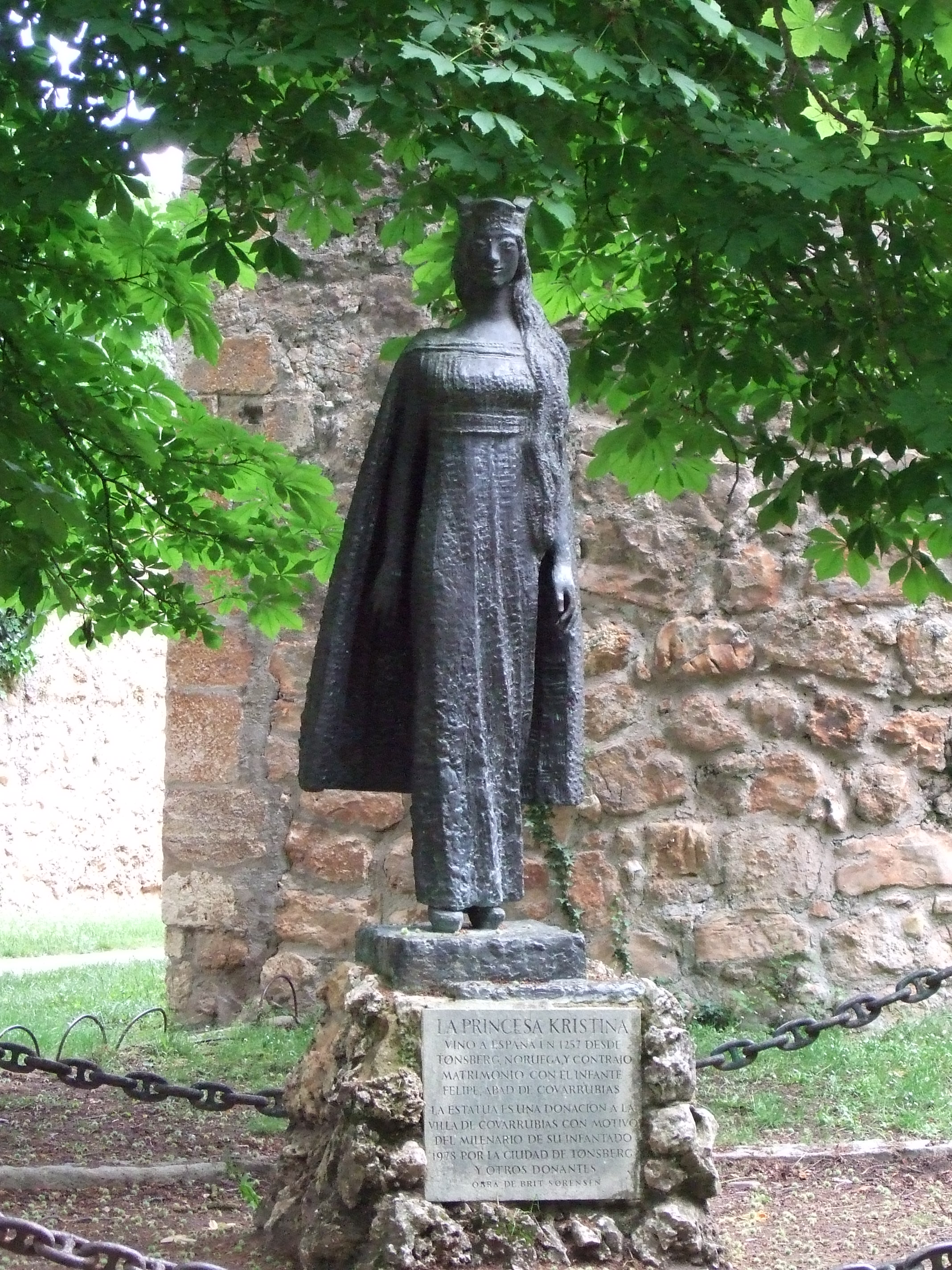
Statue Kristinas an ihrer Begräbnisstätte in Covarrubias

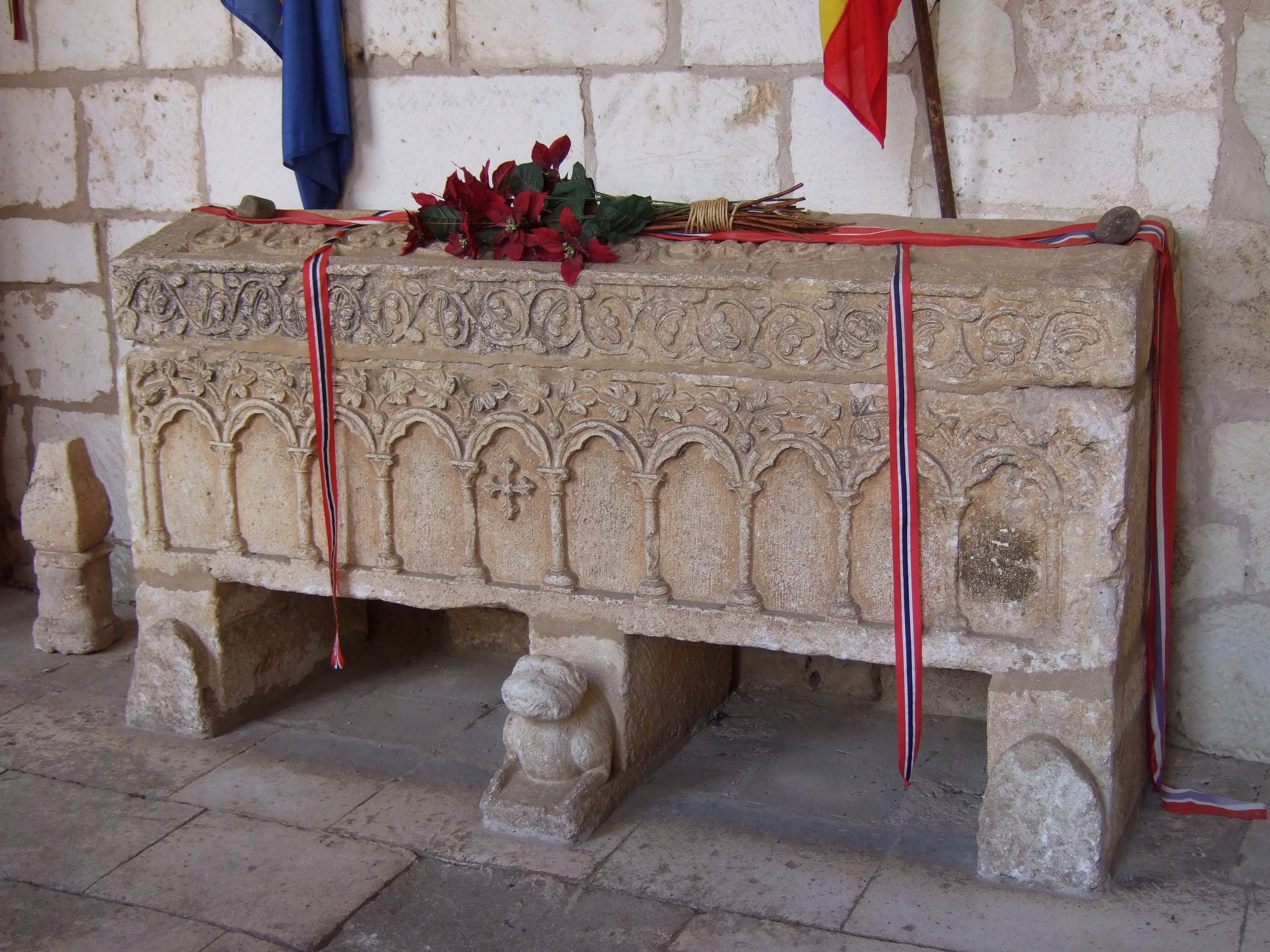
Sarkophag von Prinzessin Kristiana in der Klosterkirche von Covarrubias

Kristin Håkonsdatter (* 1234 in Bergen; † 1262 in Sevilla) war eine norwegische Prinzessin. 1258 heiratete sie Prinz Philipp, den Bruder des spanischen Königs Alfons X. von Kastilien und León.

## Leben
Ihre Eltern waren der König Håkon Håkonsson und seine Frau Margarete Skulesdatter.
Im Herbst 1256 kam eine Delegation, die  König Alfons X. nach Tønsberg entsandt hatte, und warb um Kristin für einen seiner Brüder. König Håkon stimmte zu, dass sie den Bruder heiraten solle, der ihr und ihrem Gefolge am besten gefiele.
Nach der Hákonar saga Hákonarsonar fuhr sie auf einer neu gebauten Snekka zunächst nach Yarmouth, danach in die Normandie, danach über Land nach Narbonne und reiste von dort über Barcelona und Burgos nach Valladolid in Kastilien. In ihrem Gefolge befanden sich einige führende Persönlichkeiten Norwegens, darunter Bischof Peter von Hamar und Lodin Lepp. Dort begegnete sie König Alfons, der ihr seine Brüder vorstellte. Ihr gefiel Philipp am besten. Er war allerdings zum Bischof von Sevilla bestimmt, hatte aber keine Neigung zu dem geistlichen Amt. Die Hochzeit fand am 31. März 1258 in der Stiftskirche Santa Maria la Mayor statt. Anschließend siedelten sie nach Sevilla um und wohnten im Palast „Vib arragel“. Dort starb sie kinderlos vier Jahre später. Sie wurde in Covarrubias in einem Sarkophag bestattet.

## Wissenswert
In Kopenhagen befindet sich ein Psalter, der nach der Inschrift Kristin gehört hat. Dieses Buch ist reich illustriert und in einer Werkstätte in Paris um 1230 hergestellt worden.

## Rezeption
Der nationalromantische Dichter Andreas Munch veröffentlichte 1861 ein Gedicht über Kristin: „Kongedatterens brudefart“ in zwölf Romanzen.